# Kiss János (író, 1933–2018)
Kiss János, szignója is (Kolozsvár, 1933. február 26. – Kolozsvár, 2018. március 21.) romániai magyar író, szerkesztő, a második Forrás-nemzedékkel indult pályája.

## Életútja
Szülővárosában végezte el a villamosipari középiskolát (1951), ugyanitt a Pedagógiai Főiskolán szerzett matematika-fizika szakos tanári oklevelet (1953). Pedagógiai pályáját a tordaszentlászlói Általános Iskolában kezdte (1953–66), majd az Igazság szerkesztője (1966–74), ill. főszerkesztő-helyettese (1974-86), a Korunk szerkesztője (1986–90); itt Aniszi Kálmánnal közösen gondozta a Korunk Évkönyv 1988 anyagát. 1990-től a Családi Tükör szerkesztőségi főtitkára nyugalomba vonulásáig (1991).

## Munkássága
Első cikkét az Utunk közölte (1956). Prózai írásai itt s az Igaz Szó, Korunk, Ifjúmunkás, Brassói Lapok, Dolgozó Nő, Napsugár hasábjain jelentek meg. Tegnaptól holnapig c. kisregénye már az Igaz Szóban történt első megjelenése (1965) alkalmából élénk vitát váltott ki reális falurajzával, Kántor Lajos már ekkor megjegyzi, hogy a fiatal író "az empirikus megfigyeléstől és azonnali visszatükrözéstől a gondolati-lélektani mélységek felé" indult el. A Kolozsvár környéki falu egyetlen hétköznapját ábrázoló regény szépírói és szociográfiai igénnyel teremtette újra a faluközösség életvilágát, színes epizódsorban jelentette meg az egyszerű emberek sorsát. A szerző egész prózaírói munkássága a hagyományőrző, realisztikus vonulatba illeszkedik, ezért kritikusai gyakran emlegetik a rokonságot, mely látásmódját hasonlóvá teszi Móriczéhoz vagy Asztalos Istvánéhoz.
Későbbi regényeiben (Díszelőadás; Áldozatok) a szociográfiai megközelítés eszközei mellett – melyek a szerző újságírói hivatásával is összefüggenek – megjelent a hősök mélyebb lélektani ábrázolásának igénye. Elbeszéléseiben (Vegyestörtek) a riportszerű oknyomozás módszerével a kisemberek magánéleti problémáira, etikai-lelkiismereti konfliktusaira összpontosít. Látszólag eszköztelen prózája alkalmas arra, hogy a hétköznapi szürkeségből kiszűrje a színeket, megragadjon egyedi sorsokat, melyek egyszersmind az egyetemes emberi létezés változatai. Tégy engem mint egy pecsétet a te kebeledre című kisregénye egyetlen helyzet lelki történéseit jeleníti meg: az elözvegyült öregember ágyában várja a hajnalt. Az elbeszélés ideje ugyan rövid – a korai ébredéstől az első rigófüttyig –, az elbeszélt idő azonban felöleli egy falusi ember egész életét. "Noha az emlékek olykor egymásra csúsznak – írja Kántor Lajos –, a képek átfedik egymást, mégsem szürrealista eszközökkel dolgozik ez az írói ábrázolás. Kiss János pontos formát választott témájához: az öregemberrel történő dolgok immár belső történések, nincs szükség tehát külső, mozgalmas elemekre."
Hólabda című kötetének legjobb novellái is a lélekábrázolás további mélyüléséről, valamint az írói eszköztár gazdagodásáról tanúskodnak. Különös érzékenységgel mutat be időszerű erkölcsi helyzeteket. Nem moralizál, hanem a történet tárgyias megformálásába rejtve intézi a kérdést olvasóihoz is: "Azt szeretném kérdezni: tiszta a lelkiismerete?" A kérdés funkciója, hogy ébren tartsa a konformizmusra hajló személyiségek szabadságigényét, mely a folytonos alkalmazkodás hétköznapjai közepette oly könnyen eltompulhat.
Legsikerültebb novelláiban kerek, öntörvényű, teljes világot teremt, s ez akkor is érvényesül, ha füzérszerűen szerkeszti egybe őket, mint Az öröm íze címen összegyűjtött írásait. Ez a kötet egyetlen tömbház ablakai mögött kibontakozó életsorsok foglalata: mindegyik lakó a maga történetét mondja, emeletek és lakrészek szerint. A különböző foglalkozású és életvitelű emberek élményei társadalmi érvényű összképpé állnak össze a realisztikus-szociográfiai igényű írói látásmódnak köszönhetően. 1989. november 11-én elkezdett és 1990. máj. 21-ével záruló Omló falak című naplójában a diktatúra bukásának s az áttérésnek forró kolozsvári heteit örökítette meg. Alkalma nyílt végre az 1980-as években írt Emberek és porták megjelentetésére is, amely Makkay József szerint "az előző rendszer által halálra ítélt romániai magyar falu egyik leghitelesebb ábrázolása".

## Kötetei
- Tegnaptól holnapig (kisregény); Irodalmi Kiadó, Bukarest, 1966 (Forrás)
- Vegyestörtek (két elbeszélés); Irodalmi Kiadó, Bukarest, 1969
- Díszelőadás (regény); Kriterion, Bukarest, 1973
- Áldozatok (regény); Dacia, Kolozsvár, 1974
- Tégy engem mint egy pecsétet a te kebeledre (kisregény); Kriterion, Bukarest, 1977
- Hólabda (novellák); Dacia, Kolozsvár, 1978
- Fehér csend (két kisregény); Dacia, Kolozsvár, 1982
- Az öröm íze (elbeszélések); Dacia, Kolozsvár, 1988
- Omló falak (napló); Szabadság, Kolozsvár, 1991
- Emberek és porták (regény); Dacia, Kolozsvár, 1991
- Csupa vasárnap; Nis, Kolozsvár, 1995 (Erdélyi kiskönyvtár)
- Eszeveszett illúziók avagy Tanúnak jelentkezem; Erdélyi Gondolat, Székelyudvarhely, 1997
- Szélmalom. Regény; Pallas-Akadémia, Csíkszereda, 2005
- Négyoldalú igazság. Naplójegyzetek, 1978–1980; Komp-Press, Kolozsvár, 2009
- A harmadik; Alutus, Csíkszereda, 2011

### Román nyelven
- Spectacol de gală (Kiss János Díszelőadás Eugen Hadai fordításában, Mircea Radu Iacoban előszavával, Biblioteca Kriterion, 1981)

## Társasági tagság
- Erdélyi Múzeum-Egyesület (EME)

## Díjak, elismerések
- A Kolozsvári Írók Társasága Próza-díja (1977, 1982)